# ۲٬۳-بیس فسفوگلیسریک اسید
۲،۳-بیس فسفوگلیسریک اسید (به انگلیسی: 2,3-Bisphosphoglyceric acid) یک ترکیب شیمیایی با شناسه پاب‌کم ۶۱ است.